# Caso San Ramón
El caso San Ramón, llamado también caso Aguilera, es un escándalo político y caso judicial chileno salido a la luz pública en 2017 y que implica a la Municipalidad de San Ramón, en Santiago, con acusaciones de corrupción, enriquecimiento ilícito y lavado de dinero vinculado al narcotráfico que afectan al alcalde de dicha comuna, Miguel Aguilera, quien antes de aparecer este caso era militante histórico del Partido Socialista de Chile (PS), junto a otros funcionarios municipales cercanos a él, incluido el exconcejal socialista José Miguel Zapata. Por esta razón, Aguilera fue expulsado de su partido luego de un fallo del Tribunal Supremo del PS dictado en octubre de 2017.

## Antecedentes
Las acusaciones comenzaron a través del programa de investigación periodística de Televisión Nacional de Chile (TVN) Informe especial, donde en uno de sus capítulos el 1 de octubre de 2017 llamado «Los Tentáculos Narcos de San Ramón», hizo pública la relación que mantenía el edil sanramonino con el narcotraficante Jorge Pinto Carvajal, apodado «el Chino», quien ya había sido imputado por tráfico ilícito de drogas, porte ilegal de armas y receptación mientras era funcionario municipal de San Ramón, siendo reformalizado en junio de 2018 con toda la evidencia otorgada por el canal de televisión.
Otra investigación llevada a cabo por CIPER Chile en 2017, reveló que el municipio de San Ramón mantenía contratos de concesiones de estacionamientos por 750 millones de pesos chilenos con el sobrino del alcalde, Daniel Parra Soto, en un negocio donde también estaba involucrado Julio Soto Martínez, concejal de la misma comuna y del mismo partido político que el edil. Por otra parte, el jefe de gabinete municipal de Aguilera, Francisco Andrés Olguín, quien también se dedicaba a la compraventa de automóviles, fue sorprendido en controles policiales conduciendo vehículos encargados por robo en tres ocasiones.
En diciembre de 2018, el Consejo de Defensa del Estado (CDE) presentó una querella criminal contra el alcalde y todos los funcionarios que fueran responsables por los delitos de enriquecimiento ilícito, cohecho y soborno, acción legal que fue ampliada por primera vez en enero de 2021 y luego una segunda oportunidad en julio de ese mismo año, con la recopilación de mayores evidencias y antecedentes para la causa.

## Elecciones municipales de 2021
Esta trama política y judicial continuó durante las elecciones municipales de 2021, que habían sido postergadas por seis meses debido a los confinamientos por la pandemia de COVID-19 en el país. Aguilera se repostuló al cargo de alcalde al no haber sido formalmente condenado por la justicia, sin embargo y a pesar de que obtuvo la ventaja suficiente en votos para ser proclamado como ganador, el Tribunal Calificador de Elecciones (Tricel) anuló el resultado y ordenó repetir los comicios en 65 mesas receptoras de sufragios, luego de que se presentaran denuncias ante dicha institución por presunto fraude electoral, abriéndose una causa judicial paralela por cohecho electoral. El presidente de la República, Sebastián Piñera, convocó para el domingo 11 de julio la repetición de la elección de alcalde y concejales en las mesas impugnadas de San Ramón.
El resultado final dio por ganador a Gustavo Toro. El detalle final de la elección fue el siguiente:
| Candidato                     | Pacto                  | Partido | 15-16 de mayo de 2021 | 15-16 de mayo de 2021 | 15-16 de mayo de 2021 | 11 de julio de 2021 | 11 de julio de 2021 | 11 de julio de 2021 |
| Candidato                     | Pacto                  | Partido | Votos                 | %                     | Resultado             | Votos               | %                   | Resultado           |
| ----------------------------- | ---------------------- | ------- | --------------------- | --------------------- | --------------------- | ------------------- | ------------------- | ------------------- |
| Miguel Bustamante Araneda     | Frente Amplio          | CS      | 6459                  | 18,57                 |                       | 5480                | 17,35               |                     |
| Gustavo Eduardo Toro Quintana | Unidos por la Dignidad | PDC     | 7593                  | 21,83                 |                       | 8280                | 26,21               | Alcalde             |
| David Cabedo Rosas            | Chile Vamos            | RN      | 6332                  | 18,20                 |                       | 5341                | 16,91               |                     |
| Miguel Aguilera Sanhueza      | Independiente          | Ind.    | 8342                  | 23,98                 | Anulado               | 7768                | 24,59               |                     |
| Miguel Pino Leyton            | Independiente          | Ind.    | 2078                  | 5,97                  |                       | 1629                | 5,16                |                     |
| Genaro Balladares Schwaner    | Independiente          | Ind.    | 3982                  | 11,45                 |                       | 3092                | 9,79                |                     |